# ブーマー・ウェルズ
ブーマー・ウェルズ（Boomer Wells、本名：グレゴリー・デウェイン・ウェルズ（Gregory DeWayne "Boomer" Wells）、1954年4月25日 - ）は、アメリカ合衆国・アラバマ州出身の元プロ野球選手（内野手）。
1980年代後半の阪急・オリックスの主砲として、三冠王や最優秀選手（MVP）を始めとする数々のタイトルを獲得した。

## 経歴
オールバニ州立大学時代はNFL選手を目指しており、1975年のNFLのNFLドラフト16巡でニューヨーク・ジェッツに指名されたものの、すぐに体重とパワーの不足を理由に自由契約となる。アマチュアFAとしてMLB傘下と契約を結んだ。1976年にピッツバーグ・パイレーツ、1981年にトロント・ブルージェイズ、1982年にミネソタ・ツインズを経て、1983年に阪急ブレーブスに入団した。
阪急がブーマーを獲得したのは1982年オフのハワイのウィンター・ミーティングで、当初はランディ・バースに目を付けており、阪神タイガースとの間で契約金の競り合いになった。他方で球団常務の矢形勝洋がアメリカのスポーツ雑誌の情報から、長打力がありながら三振の少ないブーマーに着目してツインズと交渉していた。当初ツインズはメジャーに昇格させる予定として拒否したが、トレードマネーの支払を条件に移籍に応じ、阪急への入団が決まったことから、阪急はバースからは撤退することとした。阪急は年俸3,000万円とトレードマネーを支払ったが、それでも阪神のバースへの年俸支給額よりは安かったという。
一方、阪急への移籍をブーマーは希望していたわけではない。というのも、移籍直前当時のツインズのオーナーが黒人嫌いであり、トレードマネーを稼ぐためにブーマーを日本に売却したという話もある。また、ツインズのフロントからは「行かなければ永久に野球ができないようにする」と恫喝されたと伝わる。本人も後にインタビューで、来日に至る経緯を「私に関する権利をツインズが阪急に売ったので、仕方なく。自分では何にも決められなかった」と語っている。
登録名を『ブームを呼ぶ男』の意味のブーマーとした。来日前、何も分からない日本野球についてチャーリー・マニエルから情報を収集。「投手が打たれると捕手を交代する」「開幕前のトレーニング（キャンプ・オープン戦）が2カ月もある」などの話を聞いた時は冗談だと思ったが、実際日本でプレーして現実だったことを知り驚いたという。ただし、シーズン前や試合前の練習についてはもともとブーマーは練習量が多いほうだったので個人的な差はそれほど感じなかったという。また、川崎球場で試合前の練習をした後「ところで本番の試合はどこでするんだろう」と思っていたところ、その後スタンドに観客が入ってきたので驚いたといわれている。当のブーマーは川崎球場をアメリカで言うところの「マイナーリーグ」、つまり二軍の野球場だと思い込み、試合は別の野球場に移動して行うものだと考えていたらしい。また、その日の川崎球場は客が不入りで、それこそマイナーリーグ並みの僅かな観客数だったため、その光景には「これが日本のプロ野球なのか」と特に驚いたようである。
来日直後の阪急の春季キャンプでは、場外本塁打を連発する彼の姿をテレビのスポーツニュースで見た高齢者が、衝撃のあまり心臓発作で倒れてしまったり、ブーマーの打った場外ホームランが近隣の民家に飛び込んで金魚鉢が壊れるなど、入団時から「飛ばし屋」としての話題に事欠かなかった。阪急西宮球場では当初、ブーマーが打席に入った際には、アストロビジョンが当たった打球で故障しないようシャッターを下ろして保護しようという動きもあった。「ブーマー曲線」なる打球の角度・伸びがシミュレーションされたこともある。しかし公式戦では打率こそ.307をマークしたものの17本塁打に終わる。これは、日本野球への順応途上だったことと、膝を手術したばかりでオフのトレーニングが不足していたためだという。「場外本塁打を打ったら等身大の特大2メートルの『ブーマーパン』というパンを観客にプレゼントする」という企画も球団で立てられた。しかし、1年目の公式戦で場外本塁打は出ず、企画はあえなく頓挫した。
来日1年目にして規定打席到達かつ打率3割台の成績を残したが本人は納得いっておらず、このシーズンの成績により周囲から「よくやった」と労われたことには戸惑いを隠せなかった。
日本野球に慣れ、オフのトレーニングも十分積んで2年目の1984年には打率.355、37本塁打、130打点で来日外国人選手初となる三冠王と、MVPを獲得、リーグ優勝に貢献した。このことでメジャーからも契約の話があったが断っている。来日前にもプエルトリコやベネズエラ、アメリカでも気候の違うさまざまなチームにいた経験からもともと順応性には自信があったという。1年目は柳田豊（近鉄バファローズ）を苦手としており、左打席に立ったことがあるほどだったが、2年目以降は克服した。
1985年、ユニフォームを忘れて同僚の山沖之彦（190cmの長身）のユニフォームを借りて試合に出場したことがある。しかしサイズが合わずバッティングも窮屈になってしまった。最初はこの年だけ在籍した体格のいいジョー・ヒックスのユニフォーム借用を提案されたが「オレはあいつほど太っていない」と拒否したという。
1987年に再び打点王、1989年には首位打者と打点王の2冠を獲得。
1988年7月13日の西武ライオンズ戦（阪急西宮球場）で渡辺久信から飛距離162mの場外本塁打を放ち、落下地点が確認された本塁打としては日本最長記録となった。前述の『ブーマーパン』企画を知る球団スタッフは残念がったという。1989年9月16日の近鉄戦（藤井寺球場）では、レフトスタンドを指差す「予告ホームラン」をし、佐々木修から見事レフトスタンドにホームランを打ったことがある。
1989年、前年に118kgまで体重が増えたことで故障がちだったためにオフにパンとフライドポテトを断つダイエットを敢行してシーズンインし、開幕から5試合連続本塁打と好調スタートを切った。1989年9月25日の対福岡ダイエーホークス戦、3回裏にホームランを放った門田博光をホームで出迎えた際のハイタッチで門田の右腕が脱臼。この時、門田は登録抹消までには至らなかったが、シーズン終盤での貴重な約1週間を棒に振ってしまい、当事者ながら悪気はなかったブーマーもひどく落ち込んでしまった。翌日の日本ハムファイターズ戦では、「門田の分も」と心に期するものがあったようで、対戦相手の西崎幸広からホームランを放ち、試合後のヒーローインタビューでは「今日は何も言われなくても自然に燃えてきたよ」と答えている。しかし、この門田負傷は尾を引き、同年に近鉄・西武・オリックスの三者がペナント終盤まで競り合った末、近鉄に1厘差で優勝をさらわれる結果となった。この一件は、ブーマーの怪力ぶりを伝えるエピソードとして語られることが多いが、門田は南海ホークスに所属していた1984年4月14日の日本ハム戦でも、ホームラン後のハイタッチで同じ右肩を脱臼したことがあり、元々脱臼癖があったということも大きな要因である。オフには読売ジャイアンツとの移籍が持ち上がり、鹿取義隆とのトレードが進められていたが、破談となった。
1990年は日本球界入り後最少の一軍出場回数となる46試合にとどまった。シーズン終了後、オフシーズンの人間ドックで腹部の腫瘍が発見され、摘出手術を受けた。
1991年は、本拠地が広いグリーンスタジアム神戸となったことで本塁打が伸び悩み、最終戦で2本塁打を放って辛うじて20本塁打に載せた。広い球場での対応と年齢も37歳ということもあって、オフに自由契約になる。
1992年に福岡ダイエーに移籍し、38歳で打点王を獲得するものの、シーズン後半に絶不調に陥ったこともあり、この年限りで退団。10年間の日本生活で打率3割以上を1年目からの5年連続を含む7回、打率.350以上を2回、30本塁打以上を5回、40本塁打以上を3回、100打点以上を5回記録した。当時退団は守備力の問題という記事もあった。
1994年には、春季キャンプからシーズン途中までオリックスの臨時打撃コーチ（同年在籍したフランシスコ・キャブレラの専属）を務めた。
現在は野球代理人（エージェント）であり、アメリカと日本の野球界の橋渡し役として活躍。ナイジェル・ウィルソンなどを日本球界に送り込んだ。ウィルソンが活躍していた頃に受けた週刊ベースボールのインタビュー（懐かしの外国人選手の今を紹介する企画）では、（ウィルソンを日本ハムに送り込んだことについて）当時監督だった上田利治に恩返しがしたかったと語っている。
2012年1月、日本の野球殿堂に13票足りず落選。引退後21年を経過したため、プレーヤー部門での選出対象資格を失った。ブーマーのこの落選には批判があり
、本人も日本で10年やって三冠王やMVPを取ったことを引き合いに出し、この落選に落ち込んだと述べている。なおブーマー自身は2021年にエキスパート部門で再び候補に追加された。
同年6月2日のセ・パ交流戦「オリックス対巨人」戦（京セラドーム大阪）で始球式を務めた。当日、オリックスは阪急の復刻ユニフォームを着用して試合に臨んでいたため、ブーマー本人も当時と同じ背番号44の復刻ユニフォームを着用して登場した。

## プレースタイル
200cm、100kgの巨体からパワフルな打撃を想像させるが、器用さと優れた選球眼を兼ね備えた打撃の名手であった。非常に柔らかいスイングを持ち味とし、三振の少なさ、打率の高さは特筆に価する。通算打率.317は、4000打数以上では落合博満を上回り、右打者の最高成績である。ブーマー自身も「自分の本質はむしろアベレージヒッター」と自己分析している。また、住友平コーチの相手投手の分析力について「三冠王を取ってからは相手投手の攻め方も変わったけど、すぐ順応できたのは住友さんのおかげ」と感謝している。一方で1989年には、シーズン34併殺打で、1973年の野村克也の31併殺打を抜きNPB1シーズン最多記録となり、現役時代は合計4シーズン、リーグ最多併殺記録を残している。無闇に振り回さず当てに行くバッティングと膝が悪い事による鈍足がもたらした弱点と言える。
最も対戦が楽しみだったのは、西武ライオンズの東尾修とロッテオリオンズの村田兆治だという。特に村田のことは「日本野球界最高のピッチャー」と絶賛している。
また、守備でもゴールデングラブ賞を2回獲得している。守備が上手くなる秘訣は「自分が偉大な一塁手だ」と思ってフィールドに立つことだという。「ゴールデングラブ賞はあと2回は受賞してもおかしくなかった」「必要ならショートだって守る」とも語っている。試合前の守備練習では松永浩美とともにサードの守備位置でノックを受けたこともあるという。
阪急時代同僚だった山田久志は「ブーマーは落合と常に数字を争っていたけど、タイトルには全く固執しない、フォア・ザ・チームの選手だった。ホームランを狙えばもっと打てたけど、チャンスではライト方向に軽くヒットを打つことが多かった。」と語っている。
日本球場の特徴を具体的に把握していたことも武器になったようでランディ・バースはこの助言を取り入れたことで飛躍する切っ掛けの一つとなったほどブーマーの知識は深かったことが示唆されている。

## 人物
本拠地である西宮球場の試合日に娘を連れてくることがあり、肩に小さな娘をちょこんと乗せて球場を出入りする姿がしばしば目撃されている。恐妻家で1日の小遣いが2,000円に限定されており、その中から食事代を出さねばならないため、食事はフライドチキンとうどんばかりだったという。見かねた上田利治監督が「たまには牛も食わんとあかん」と、ステーキを何度もご馳走し、公私にわたって面倒を見たという。阪急では外国人選手といえどもタクシー送迎などの特別待遇はなく、神戸の自宅から阪急電車を利用して球場へ通っていたが、電車の扉が本人にとっては低すぎ、扉を「くぐって」電車に乗り込んでいたという。阪急電鉄からは乗車証（無料パス）をもらっていたが、（特に機嫌のいい時は）自動改札は通らずに有人改札を「顔パス」で通行することが多かった。
NPB公認の「選手名鑑」の「癖」の欄には、「時々、奇声を発する」などと書かれていた。また、その巨漢ぶりと強打者ぶりから「怪人」とも称された。
公称の身長・体重は200cm・100kgであり、BMIも25.0と飛び抜けた数値ではなかったが、落合信子によるとスラッガーらしい大兵肥満であったという。
来日当初は、前述の通り膝を手術したばかりだったこともあり、当時は一般的だった和式便器の使用に難儀したという。本拠地の西宮球場には洋式便器があったため何とかなったものの、地方遠征の際には球場内の洋式便器を探し回ることも多く、本人も「早めに見つけないと、プレーにも集中できなかった」と語るほどだった。
1986年の近鉄バファローズ戦で小野和義から死球を受けた際に、マウンド付近で大暴れして退場処分となったが、直後に相手チーム捕手の梨田昌孝に謝罪し、握手を交わしてからベンチに下がっている。同シーンは後々まで、テレビ番組『プロ野球珍プレー・好プレー大賞』（フジテレビ）などでも取り上げられた。別の試合（平和台野球場で開催された阪急主催のロッテオリオンズとのナイトゲーム）で、死球後に相手投手のいるマウンドを目掛けて走るシーンは湿布薬（パスタイム）のCMにも使われ、本人もそのままCM出演を果たしている。CMは死球を受けてから薬局に駆け込み、「パスタイム下さい!」と訴え、受け取ると「阪急ベリーマッチ!」と答えるというものだった。ただ、セ・リーグとパ・リーグの人気格差から、同じくCM出演を果たした外国人選手のバースには出演料で10倍近くもの差を付けられていた。それでも本人は、阪急に育ててもらった恩から敢えて年俸がより高いセ・リーグには移籍しなかった。1987年の西武ライオンズ戦で渡辺久信から死球を受け、その際に土井正博コーチがなだめると、突然殴りかかろうとし、乱闘になりかけた。
またサインを書く際には、サインの下に「ブーマー」とカタカナで署名し、またファンによるサインの求めを決して断らず、ダイエーホークスへの移籍後も、平和台球場の前でファンの求めに応じて試合後も長く居残ってサインする姿が見られた。現在でも日本語でサインを書けるという。
阪急ブレーブスへの愛着は人一倍強く、球団がオリックスに譲渡された当初は「本拠地も西宮球場のままだし、オリックスの青いユニフォームは好きだったし、別に違いは感じなかった」というが、段々と阪急色を一掃していくオリックス球団や、上田監督の後任となった土井正三には不満も多かった。ミーティングが長く、拘束時間が長くなったことが不満だったという。
4番を外されたことについては、「土井監督は私に敬意を払わなかった」とコメントし、ダイエーへの移籍の要因となったと語っており、「おかげでチームも勝てなくなり、ファンも離れていった」と語っている。オリックスになってミールマネー（食事代）が廃止されて小遣いが減り（領収書で対応）、本拠地がグリーンスタジアム神戸に移転してからは、電鉄会社オーナー球団ではなくなったことから地下鉄では「顔パス」が通用せず、実費で乗車しないといけなくなったことが不満だったという。
また、「オリックス・ブルーウェーブ」としての初の公式戦に、わざと「ブレーブス」のロゴのユニフォームを着てプレーしてみせたが、当初誰も気がつかなかった。ただし神戸は大好きな街だったという。

## その他のエピソード
ブーマーに肖って、阪急同期入団の水谷実雄は「ミズマー」、PL学園高校時代の清原和博は「キヨマー」と呼ばれた。
56歳の時、TBSのクイズ☆タレント名鑑の企画でアトランタから来日。ほっともっとフィールド神戸でホームランの飛距離の限界を調査した。本人の希望で金属バットを使用し、52球挑戦したが、結果は84メートルでホームランを打つことができなかった。スタッフはブーマーに対し高額なギャラと接待をしたにも拘らず期待外れに終わり、出演者からは落胆の声が出た。同番組の似たような企画でランディ・バースが来日し真剣に黙々と挑戦する姿を見た有吉弘行からは「ますます、ブーマーが嫌いになった。」と吐き捨てられてしまった。

## 詳細情報

### 年度別打撃成績
| 年 度     | 球 団           | 試 合 | 打 席 | 打 数 | 得 点 | 安 打 | 二 塁 打 | 三 塁 打 | 本 塁 打 | 塁 打 | 打 点 | 盗 塁 | 盗 塁 死 | 犠 打 | 犠 飛 | 四 球 | 敬 遠 | 死 球 | 三 振 | 併 殺 打 | 打 率 | 出 塁 率 | 長 打 率 | O P S |
| --------- | --------------- | ----- | ----- | ----- | ----- | ----- | -------- | -------- | -------- | ----- | ----- | ----- | -------- | ----- | ----- | ----- | ----- | ----- | ----- | -------- | ----- | -------- | -------- | ----- |
| 1981      | TOR             | 32    | 78    | 73    | 7     | 18    | 5        | 0        | 0        | 23    | 5     | 0     | 2        | 0     | 0     | 5     | 0     | 0     | 12    | 2        | .247  | .295     | .315     | .610  |
| 1982      | MIN             | 15    | 57    | 54    | 5     | 11    | 1        | 2        | 0        | 16    | 3     | 0     | 0        | 0     | 2     | 1     | 0     | 0     | 8     | 0        | .204  | .211     | .296     | .507  |
| 1983      | 阪急 オリックス | 121   | 483   | 450   | 60    | 137   | 22       | 1        | 17       | 212   | 62    | 2     | 2        | 0     | 2     | 28    | 1     | 3     | 38    | 14       | .304  | .348     | .471     | .819  |
| 1984      | 阪急 オリックス | 128   | 549   | 482   | 82    | 171   | 23       | 2        | 37       | 309   | 130   | 2     | 3        | 0     | 7     | 55    | 12    | 5     | 33    | 19       | .355  | .421     | .641     | 1.062 |
| 1985      | 阪急 オリックス | 129   | 576   | 529   | 86    | 173   | 26       | 2        | 34       | 305   | 122   | 2     | 2        | 0     | 7     | 40    | 6     | 0     | 36    | 17       | .327  | .370     | .577     | .946  |
| 1986      | 阪急 オリックス | 127   | 553   | 494   | 94    | 173   | 20       | 2        | 42       | 323   | 103   | 1     | 1        | 0     | 1     | 54    | 10    | 4     | 38    | 14       | .350  | .418     | .654     | 1.072 |
| 1987      | 阪急 オリックス | 129   | 565   | 513   | 81    | 170   | 30       | 0        | 40       | 320   | 119   | 2     | 2        | 0     | 8     | 40    | 10    | 4     | 43    | 21       | .331  | .379     | .624     | 1.003 |
| 1988      | 阪急 オリックス | 88    | 378   | 339   | 48    | 98    | 18       | 0        | 14       | 158   | 46    | 1     | 0        | 0     | 2     | 37    | 6     | 0     | 24    | 15       | .289  | .357     | .466     | .823  |
| 1989      | 阪急 オリックス | 130   | 578   | 512   | 101   | 165   | 19       | 0        | 40       | 304   | 124   | 2     | 1        | 0     | 8     | 53    | 15    | 5     | 37    | 34       | .322  | .386     | .594     | .980  |
| 1990      | 阪急 オリックス | 46    | 186   | 163   | 25    | 50    | 7        | 0        | 7        | 78    | 31    | 1     | 1        | 0     | 2     | 20    | 3     | 1     | 16    | 3        | .307  | .382     | .479     | .860  |
| 1991      | 阪急 オリックス | 121   | 496   | 463   | 45    | 139   | 26       | 0        | 20       | 225   | 67    | 1     | 2        | 0     | 7     | 25    | 2     | 1     | 30    | 13       | .300  | .333     | .486     | .819  |
| 1992      | ダイエー        | 129   | 551   | 506   | 56    | 137   | 19       | 1        | 26       | 236   | 97    | 4     | 1        | 0     | 6     | 37    | 3     | 2     | 38    | 17       | .271  | .319     | .466     | .786  |
| MLB：2年  | MLB：2年        | 47    | 135   | 127   | 12    | 29    | 6        | 2        | 0        | 39    | 8     | 0     | 2        | 0     | 2     | 6     | 0     | 0     | 20    | 2        | .228  | .259     | .307     | .566  |
| NPB：10年 | NPB：10年       | 1148  | 4915  | 4451  | 678   | 1413  | 210      | 8        | 277      | 2470  | 901   | 18    | 15       | 0     | 50    | 389   | 68    | 25    | 333   | 167      | .317  | .372     | .555     | .927  |

- 各年度の太字はリーグ最高、赤太字はNPBにおける歴代最高
- 阪急（阪急ブレーブス）は、1989年にオリックス（オリックス・ブレーブス）に球団名を変更

### タイトル
- 首位打者：2回 （1984年、1989年）
- 本塁打王：1回 （1984年）
- 打点王：4回 （1984年、1987年、1989年、1992年）
- 最多安打：4回 （1984年 - 1986年、1989年）  ※当時連盟表彰なし、1994年より表彰
- 最多勝利打点：1回 （1984年）

### 表彰
- 最優秀選手：1回 （1984年）
- ベストナイン：4回 （一塁手部門：1984年、1986年、1987年、1989年）
- ゴールデングラブ賞：2回 （一塁手部門：1986年、1987年）
- 月間MVP：2回 （1984年8月 野手部門：1989年4月）
- オールスターゲームMVP：2回 （1984年 第2戦、1988年 第1戦）

### 記録
NPB初記録
- 初出場・初先発出場：1983年4月9日、対日本ハムファイターズ1回戦（後楽園球場）、4番・一塁手として先発出場
- 初安打：同上、9回表に工藤幹夫から左越二塁打
- 初打点：1983年4月21日、対ロッテオリオンズ2回戦（阪急西宮球場）、3回裏に三宅宗源から
- 初本塁打：1983年5月1日、対近鉄バファローズ6回戦（阪急西宮球場）、5回裏に鈴木康二朗からソロ

NPB節目の記録
- 100本塁打：1986年6月8日、対日本ハムファイターズ10回戦（後楽園球場）、6回表に柴田保光から3ラン ※史上144人目
- 150本塁打：1987年8月8日、対近鉄バファローズ16回戦（藤井寺球場）、3回表に谷宏明から ※史上84人目
- 200本塁打：1989年6月6日、対日本ハムファイターズ8回戦（東京ドーム）、6回表に西崎幸広から2ラン ※史上57人目
- 1000安打：1989年7月5日、対西武ライオンズ13回戦（西武ライオンズ球場）、1回表に渡辺久信から右前安打 ※史上157人目
- 1000試合出場：1991年9月6日、対福岡ダイエーホークス19回戦（グリーンスタジアム神戸）、5番・一塁手として先発出場 ※史上298人目
- 250本塁打：1991年10月6日、対日本ハムファイターズ26回戦（グリーンスタジアム神戸）、1回裏に松浦宏明から3ラン ※史上32人目

NPBその他の記録
- 三冠王：1回 （1984年）※三冠王の中でも、両リーグを通じて3部門トップだったのは、この年のブーマーと73年の王の2例のみである。また、入団2年目での達成はNPB史上最速
- 通算打率：.317 ※4000打数以上では歴代5位、右打者では歴代1位
- 4年連続3割30本塁打 （1984年 - 1987年） ※パ・リーグタイ記録
- 5試合連続本塁打：2回 （1987年9月6日 - 9月11日、1989年4月9日 - 4月16日）
- シーズン満塁本塁打：4本 （1987年） ※パ・リーグタイ記録
- シーズン勝利打点：21 （1984年） ※パ・リーグ記録
- オールスターゲーム出場：5回 （1984年 - 1986年、1988年、1989年）

### 背番号
- 43 （1981年）
- 7 （1982年）
- 44 （1983年 - 1991年）
- 23 （1992年）

## 関連情報

### CM出演
- 湿布薬『パスタイム』（祐徳薬品工業）